# Griswoldia transversa
Griswoldia transversa är en spindelart som först beskrevs av Griswold 1991.  Griswoldia transversa ingår i släktet Griswoldia och familjen Zoropsidae. Inga underarter finns listade i Catalogue of Life.